# Неше Тебризи
Зейналабдин Неше Тебризи (азерб. Zeynalabdin Nəşə Təbrizi; конец XVII века, Тебриз, Тебризское бейлербейство, Сефевидское государство — 1774—1775, Тебриз, Тебризское ханство) — азербайджанский поэт XVIII века.

## Биография
Зейналабдин Неше родился в конце XVII века в городе Тебриз. Он происходил из рода четвёртого правителя Кара-Коюнлу Джаханшаха. Участвовал в походах Надир шаха.

## Творчество
Неше Тебризи был самым известным поэтом в период правления Надир шаха, писал газели на азербайджанском и персидском языках. Он вдохновлялся поэзией Саиба Тебризи и так же писал на «индийском стиле». Неше стал последним кто творил на этом стиле. В 1741—1742 годах когда Надир шах восстанавливал купол гробницы Али ибн Абу Талиба, поэт составил стихотворение на азербайджанском языке, которое написали на главной двери гробницы в Наджафе.